# 160 Una
För andra betydelser, se Una.
160 Una är en asteroid upptäckt 20 februari 1876 av astronomen Christian Heinrich Friedrich Peters i Clinton, Oneida County, New York. Asteroiden har fått sitt namn efter en figur i en episk dikt av Edmund Spenser.